# 1917 au Canada
Pour un article plus général, voir Chronologie du Canada.
Cet article traite des événements qui se sont produits durant l'année 1917 au Canada.

## Événements

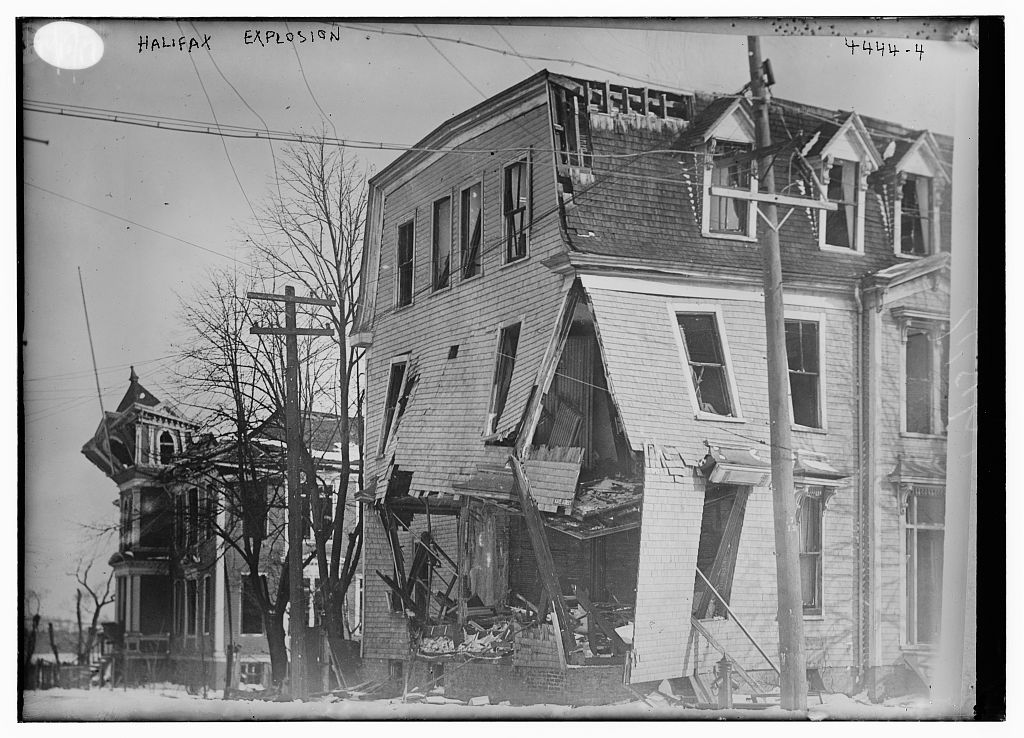
Explosion d'Halifax

- 6 décembre, Halifax Nouvelle-Écosse : l'explosion du Mont Blanc, navire de munitions français, a rasé environ deux kilomètres carrés d'Halifax. Le nombre total de morts s'élève à plus de 2 000 personnes, 9000 blessés et 500 aveugles.

### Politique

Élection fédérale de 1917

- 1er janvier : première publication de l’Action française, mensuel francophone fondé par l’abbé Lionel Groulx (L'Action canadienne-française en 1928, puis L'Action nationale en 1933).
- 1er février : James Alexander Murray devient premier ministre du Nouveau-Brunswick.
- 4 avril : élection au Nouveau-Brunswick. Les libéraux les remportent et Walter Edward Foster devient premier ministre.
- 18 mai : le gouvernement Borden annonce en chambre qu’il rendra obligatoire le service au front. Il offre au chef de l’opposition Wilfrid Laurier de former une coalition. Ce dernier refuse, sachant que s’il se joignait à une coalition pro-conscription, les francophones du Québec se tourneraient vers Henri Bourassa. Début de la crise de la conscription (1917).
- 7 juin : élection générale albertaine. Les libéraux de Charles Stewart remportent cette élection.
- 21 juin : Aubin-Edmond Arsenault devient premier ministre de l'Île-du-Prince-Édouard.
- 26 juin : élection générale saskatchewanaise. Les libéraux de William Melville Martin remportent cette élection.
- Juin – juillet : le gouvernement fédéral vote la conscription. Elle prendra force de loi le 29 août. Les francophones sont très majoritairement contre la participation à la guerre ; les anglophones sont très majoritairement en faveur.
- 29 août : loi des élections en temps de guerre : les citoyens nés dans un pays ennemi et naturalisés après le 31 mars 1902 perdent leur droit de vote. Sont soustraits à cette mesure les citoyens naturalisés dont un fils, un petit-fils ou un frère sert sous les drapeaux.
- 17 décembre :  élection fédérale canadienne. Robert Laird Borden, premier ministre (conservateur) du Canada est réélu après la victoire du Parti conservateur, qui obtient 153 sièges au Parlement contre seulement 82 aux Libéraux. Borden exclut les Québécois de son cabinet.
- Fondation de l'organisme Presse canadienne.

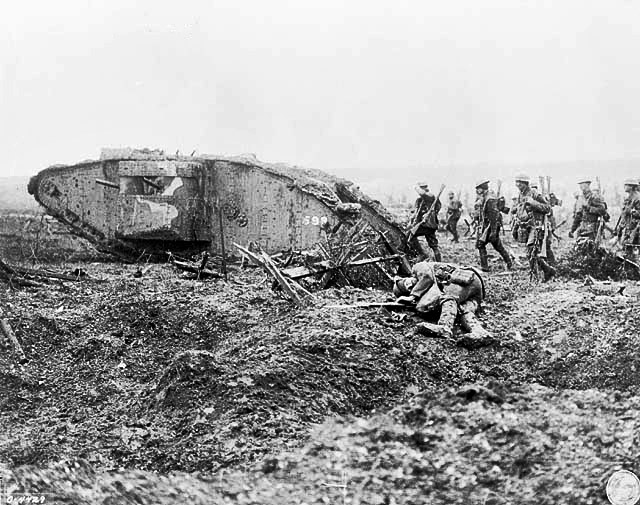
Soldats de la 2e division canadienne avançant derrière un tank lors de la bataille de la crête de Vimy

### Première Guerre mondiale
- 9 - 17 avril : mort de 3600 soldats canadiens à la bataille de la crête de Vimy en France.
- 31 juillet - 6 novembre : bataille de Passchendaele.
- 15 août - 25 août : bataille de la cote 70
- Fondation du Royal Flying Corps Canada pour la formation de pilote d'avion.

### Justice
- Avril : lors d'une escale d'un navire partant des États-Unis vers la Russie, Léon Trotski est emprisonné pendant un mois à Halifax. Il est finalement relâché et repart en Russie où il va participer à la Révolution russe.

### Sport
- Les Metropolitans de Seattle remportent la Coupe Stanley contre les Canadiens de Montréal. Dorénavant, les équipes américaines pourront aussi remporter ce championnat.
- Fondation de la Ligue nationale de hockey. Début de la Saison 1917-1918 de la LNH.
- Fondation des Maple Leafs de Toronto.

### Économie
- Découverte de cuivre en Abitibi, Québec. Fondation de Rouyn-Noranda.
- Fondation de la compagnie Suncor spécialisée en produits pétroliers.
- Fondation des épiceries Steinberg's au Québec.

### Science
- Robert William Boyle contribue à développer le premier sonar.

### Culture
- Mai: arrivée du chanteur français Albert Larrieu. Il composera plusieurs pièces faisant référence aux mœurs canadiennes dont entre autres La cabane à sucre.

### Religion
- Le livre Le Mystère Accompli des Témoins de Jéhovah est interdit au Canada par le clergé catholique.

## Naissances
- 11 janvier : John Robarts, premier ministre de l'Ontario.
- 21 mai : Raymond Burr, acteur.
- 24 mai : Ross Thatcher, premier ministre de  la Saskatchewan.
- 8 juin : Jacques Labrecque, chanteur folklorique.
- 17 juin : Dufferin Roblin, premier ministre du Manitoba.
- 18 juin : Arthur Tremblay, sénateur provenant du Québec.
- 21 juillet : Roger Motut, écrivain Franco-albertain.
- 12 septembre : Pierre Sévigny, soldat et homme politique fédéral provenant du Québec.
- 26 septembre : Réal Caouette, politicien et chef du crédit social.

## Décès
- 26 février : George J. Clark, premier ministre du Nouveau-Brunswick.
- 13 juin : Louis-Philippe Hébert, sculpteur.
- 16 juin : Dominique-Ceslas Gonthier, dominicain.
- 5 juillet : Percival Molson, athlète et soldat.
- 8 juillet : Tom Thomson, artiste peintre.
- 15 juillet : Lemuel John Tweedie, premier ministre du Nouveau-Brunswick.
- 6 août : Richard McBride, premier ministre de la Colombie-Britannique.
- 29 août : Albert Grey (4e comte Grey), gouverneur général.
- 31 octobre : Gilbert White Ganong, lieutenant-gouverneur du Nouveau-Brunswick alors qu'il était en fonction.
- 10 décembre : Mackenzie Bowell, premier ministre du Canada.
- William Chapman, auteur.